# Thuốc theo toa

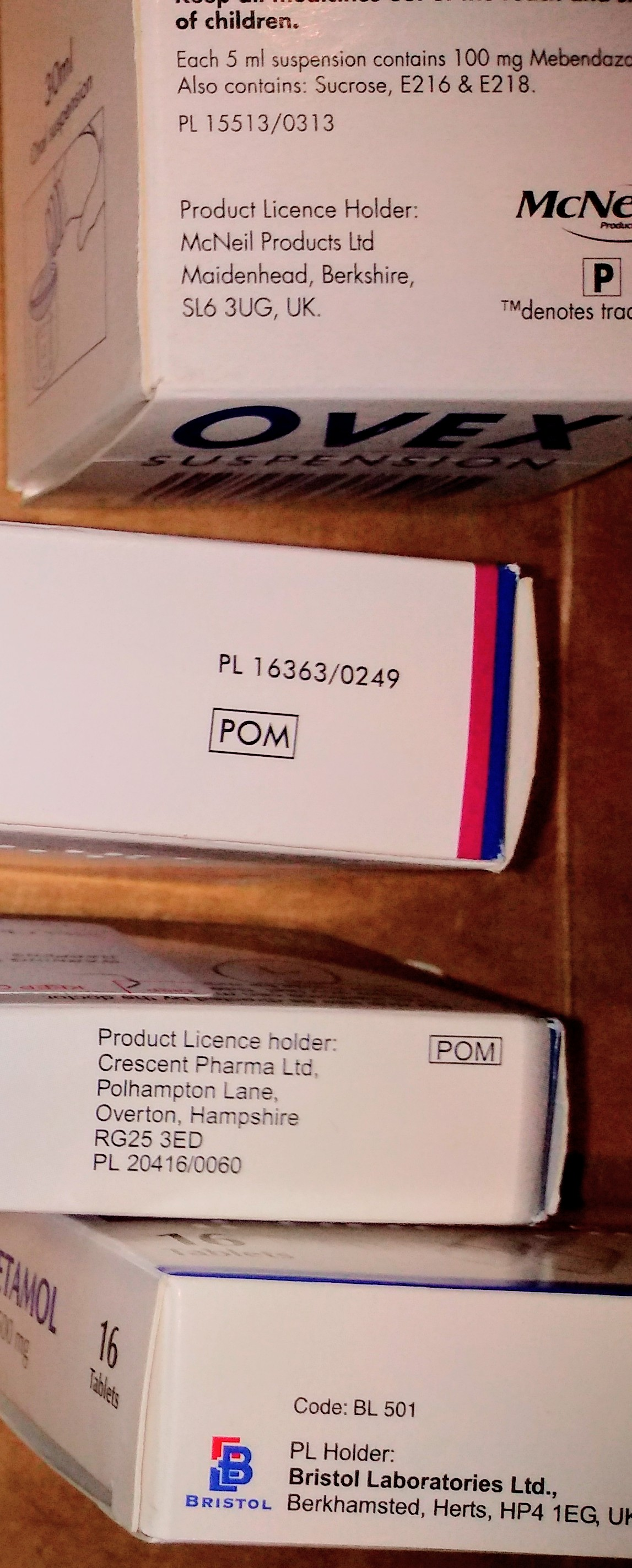
Hình ảnh bao bì của bốn loại thuốc được đăng ký tại Vương quốc Anh, hiển thị Số giấy phép sản phẩm và ký hiệu biểu thị nếu chúng là Thuốc chỉ theo toa (POM) hoặc Dược phẩm (P)

Thuốc theo toa (cũng là thuốc theo đơn) là một loại thuốc dược phẩm đòi hỏi phải có đơn thuốc y tế. Ngược lại, thuốc không kê đơn có thể được mua mà không cần toa bác sĩ. Lý do cho sự khác biệt này trong kiểm soát chất là phạm vi tiềm năng của việc sử dụng sai, từ lạm dụng thuốc đến hành nghề y không có giấy phép và không có giáo dục đầy đủ. Các khu vực pháp lý khác nhau có định nghĩa khác nhau về những gì cấu thành một loại thuốc theo toa.
"Rx" (℞) thường được sử dụng như một dạng viết tắt của thuốc theo toa ở Bắc Mỹ - một mã rút gọn của từ "recipe" - công thức trong tiếng Latin (một dạng bắt buộc của "recipere") có nghĩa là "lấy". Thuốc kê đơn thường được phân phối cùng với một tờ giấy (ở Châu Âu, Tờ thông tin bệnh nhân hoặc PIL) cung cấp thông tin chi tiết về thuốc.
Việc sử dụng thuốc theo toa đã gia tăng kể từ những năm 1960. Ở Mỹ, 88% người cao tuổi (62-85 tuổi) sử dụng ít nhất một loại thuốc theo toa, trong khi 36% dùng ít nhất năm loại thuốc theo toa đồng thời.

## Ngày hết hạn
Ngày hết hạn trên thuốc, được yêu cầu ở một số quốc gia, chỉ định ngày mà nhà sản xuất đảm bảo hiệu lực và độ an toàn của thuốc. Tại Hoa Kỳ, ngày hết hạn được xác định theo quy định do FDA thiết lập. FDA khuyên người tiêu dùng không nên sử dụng sản phẩm sau ngày hết hạn.
Một nghiên cứu được thực hiện bởi Cục Quản lý Thực phẩm và Dược phẩm Hoa Kỳ bao gồm hơn 100 loại thuốc, thuốc kê đơn và không kê đơn. Kết quả cho thấy khoảng 85% trong số đó là an toàn và hiệu quả cho đến 15 năm trước ngày hết hạn.    Joel Davis, cựu giám đốc tuân thủ ngày hết hạn của FDA, nói rằng với một số trường hợp ngoại lệ, đáng chú ý là nitroglycerin, insulin, một số loại kháng sinh dạng lỏng; tetracycline lỗi thời có thể gây ra hội chứng Fanconi - hầu hết thuốc hết hạn có thể có hiệu quả.
Hiệp hội Y khoa Hoa Kỳ (AMA) đã ban hành một báo cáo và tuyên bố về Ngày hết hạn của dược phẩm. Hướng dẫn Sức khỏe Gia đình của Trường Y Harvard lưu ý rằng, với những trường hợp ngoại lệ hiếm hoi, "đúng là hiệu quả của thuốc có thể giảm theo thời gian, nhưng phần lớn hiệu lực ban đầu của thuốc vẫn còn tác dụng một thập kỷ sau ngày hết hạn".